# Мамедли, Нушаба Магомедали кызы
Нушаба Магомедали кызы Мамедли (Мамедова) (азерб. Nüşabə Məhəmmədəli qızı Məmmədli; род. 6 января 1953, Агдам) — азербайджанский писатель, публицист. Член Союза писателей Азербайджана и Союза журналистов Азербайджана. Председатель общественного объединения (НПО) «Общество женщин-писателей Азербайджана». Учредитель и главный редактор журнала «Женщины писатели».

## Биография
Нушаба Магомедали кызы Мамедли (Мамедова) родилась 6 января 1953 года в городе Агдам Азербайджанской ССР. После окончания средней школы поступила в Азербайджанский государственный институт иностранных языков, который успешно окончила, получив профессию преподавателя английского языка. Трудовую деятельность начала преподавателем английского языка в средней школе.
Работала корреспондентом, заместителем главного редактора, главным редактором газет «Адалят» («Справедливость»), «Интерфакс», «Репортер», «Карван». 
Творчеством Н. Мамедли начала заниматься с юношеских лет (1967). Является автором многочисленных эссе, стихов в прозе, стихов, анекдотов, сатирических рассказов, рассказов, очерков, притч, легенд, а также аллегорических повестей и больших по объему романов. Много произведений она посвятила Карабаху, шехидам (невинным жертвам войны), беженцам и женщинам, попавшим в плен.
Роман Нушабы Мамедли «Рулады, или глас вопиющего в пустыне» («Zəngulə»), рассказывающий о судьбе женщин, попавших в плен, был удостоен премий по разным номинациям как в Азербайджане, так и в других странах мира. В 2005 году в Азербайджане роман был объявлен «Книгой года».
Документальная повесть Нушабы Мамедли «Göylərdə keçən ömür» («Жизнь, прошедшая на небесах»), книга рассказов «Bu bir oyundur» («Это игра»), романы «Zəngulə» («Рулады, или глас вопиющего в пустыне»), «Vicdan dustağı» («В заключении совести»), «Sevgi xiyabanı» («Аллея любви») были встречены читателями с большим интересом.
Писательница за произведение «Рулады, или глас вопиющего в пустыне» («Zəngulə») и за значительный вклад в национальную литературу Союзом писателей Российской Федерации была награждена орденом Г. Р. Державина. Н.Мамедли автор около 1000 публицистических статей. Во время проживания в г. Усть-Илимск Иркутской области Российской Федерации с целью доведения до общественности правды о событиях в Карабахе публиковала статьи в газетах «Комсомольская правда», «Аргументы и факты», «Усть-Илимская правда». Н.Мамедли является автором свыше 10 рассказов о разрушительном землетрясении, произошедшем в 2023 году в Турции. В 2014 году за участие в I симпозиуме Евразийского тюркского мира по изданию детской литературы получила сертификат кружка объединения библиотекарей Евразии.
Ее произведения были переведены на русский, турецкий, английский, узбекский и украинский языки. Книги Н. Мамедли хранятся в фондах библиотек Англии, Российской Федерации, Турции, Чехии, Германии, Сербии, Словении, Украины, Узбекистана, Туркменистана. Н.Мамедли награждена многими наградами, премиями и Почетными грамотами.

## Избранные произведения
- «80 budağın hərəsindən bir yarpaq» (2001) («По одному листочку с 80 веток»)
- «Zəngulə» (2003) («Рулада»)
- «Çadralı qadın» (2004) («Женщина в чадре»)
- «Bayraq, papaq və həqiqət» (2005) («Флаг, шапка и правда»)
- «Qarasel qarı» (2006) («Старуха Гарасель»)
- «Həyat çiçəyi» (2007) («Цветок жизни»)
- «Bu bir oyundur» (2008) («Это игра»)
- «Göylərdə keçən ömür» (2008) («Жизнь, прошедшая на небесах»)
- «Рулады, или глас вопиющего в пустыне» (2009)
- «Vicdan dustağı» (2010) («В заключении совести»)
- «Sevgi xiyabanı» (2011) («Аллея любви»)
- «Son addım» (2013) («Последний шаг»)
- «Qondarma qız» (2015) («Поддельная девушка»)
- «Təsəlli» (2017) («Успокоение»)
- «Türk koymadı yüregimi söksünler» (2018) («Турок не позволил разрушить мое сердце»)
- «Əsərlər» I cild (2019) («Произведения»)
- «Əsərlər» II cild (2021) («Произведения»)
- «Əsərlər» III cild (2022) («Произведения»)
- «Əsərlər» IV cild (2022) («Произведения»)
- «Zəfər zənguləsi» (2024) («Рулады победы»)

## Награды
- «Победитель социалистического соревнования 1978 года» (1979)
- Национальная премия «Память» («Yaddaş» milli mükafatı) (2005)
- Диплом «Лауреат медийной премии хан гызы Натаван» «Xan qızı Natəvan Media Mükafatı Laureatı») (2005)
- Премия «Достояние и уважение» («Sərvət və Səxavət» mükafatı) (2007)
- Международная литературная премия «Расул Рза» («Rəsul Rza» adına Beynəlxalq ədəbi mükafat) (2007)
- Премия «Хрустальное перо» («Billur qələm» mükafatı) (2007)
- Орден Г. Р. Державина (Российская Федерация, 2010)
- «Премия Самеда Вургуна» («Səməd Vurğun mükafatı») (2011)
- Диплом «Самый читаемый и любимый писатель года» («İlin ən çox oxunan və sevilən yazıçısı» Diplomu (2011)